# Springdale (Ohio)
Springdale es una ciudad ubicada en el condado de Hamilton en el estado estadounidense de Ohio. En el Censo de 2010 tenía una población de 11223 habitantes y una densidad poblacional de 871,18 personas por km².

## Geografía
Springdale se encuentra ubicada en las coordenadas 39°17′26″N 84°28′33″O / 39.29056, -84.47583. Según la Oficina del Censo de los Estados Unidos, Springdale tiene una superficie total de 12.88 km², de la cual 12.85 km² corresponden a tierra firme y (0.22%) 0.03 km² es agua.

## Demografía
Según el censo de 2010, había 11 223 personas residiendo en Springdale. La densidad de población era de 871,18 hab./km². De los 11 223 habitantes, Springdale estaba compuesto por el 54.97% blancos, el 29.89% eran afroamericanos, el 0.31% eran amerindios, el 2.78% eran asiáticos, el 0.39% eran isleños del Pacífico, el 8.71% eran de otras razas y el 2.95% pertenecían a dos o más razas. Del total de la población el 17.51% eran hispanos o latinos de cualquier raza.